# Katastrofa lotu Independent Air 1851
Katastrofa lotu Independent Air 1851 – katastrofa lotnicza, która miała miejsce 8 lutego 1989 na wyspie Santa Maria (Azory), w którym Boeing 707-331B (nr rejestracyjny N7231T) linii Independent Air – Skylark, lecący z włoskiego miasta Bergamo do Punta Cana w Dominikanie z międzylądowaniem na Azorach rozbił się o ziemię, zabijając wszystkie ze 144 znajdujących się na pokładzie osób.
Jak wykazało powypadkowe dochodzenie, przyczyną wypadku było nieporozumienie pomiędzy kontrolerem lotów lotniska na Santa Maria a pilotami samolotu podchodzącego do lądowania oraz błąd pilotów. Zrozumieli oni błędnie polecenie obniżenia wysokości lotu, nie zareagowali również należycie na alarm sygnalizujący zbyt małą wysokość (do wypadku doszło w ciągu dnia, ale w chmurach, bez widoczności ziemi), w wyniku czego o godz. 14:08 na wysokości 547 m n.p.m. zderzyli się ze skalną ścianą znajdującej się na wyspie góry Pico Alto o wysokości 590 m n.p.m. W katastrofie tej zginęło 137 pasażerów i 7 członków załogi.
Jednym z pośrednich skutków tego wypadku było zaprzestanie działalności linii Independent Air w listopadzie 1990.